# Andy Paley
Andrew Douglas Paley (Washington D.C., 2 november 1952 – Burlington (Vermont), 20 november 2024) was een Amerikaanse songwriter, producer, componist en multi-instrumentalist die samen met zijn broer Jonathan Paley de Paley Brothers vormde, een powerpopduo uit de jaren 70 van de 20e eeuw. 
Nadat ze geen duo meer waren, produceerde Andy bij Sire Records albums voor artiesten als Brian Wilson, Jonathan Richman, NRBQ, John Wesley Harding, The Greenberry Woods en Jerry Lee Lewis. 
Hij heeft ook in film en televisie gewerkt, waar hij filmmuziek en liedjes componeerde, voornamelijk voor tekenfilms als The Ren & Stimpy Show, Digimon, SpongeBob SquarePants en Camp Lazlo.
Paley overleed op 20 november 2024 op 72-jarige leeftijd aan keelkanker.

## Componist
- The Ren & Stimpy Show - Nickelodeon
- SpongeBob SquarePants - Nickelodeon
- Digimon - Saban
- Camp Lazlo - Cartoon Network